# Valentino Gallo
Valentino Gallo (* 17. Juli 1985 in Syrakus) ist ein ehemaliger italienischer Wasserballspieler. Mit der italienischen Nationalmannschaft wurde er Weltmeister 2011, Olympiazweiter 2012 und Olympiadritter 2016.

## Sportliche Karriere
Der Außenspieler Gallo spielte von 2004 bis 2016 für den neapolitanischen Verein Circolo Nautico Posillipo, viermal war der Verein in dieser Zeit Zweiter der italienischen Meisterschaft.
2007 nahm Gallo mit der italienischen Mannschaft an der Universiade in Bangkok teil. Die Mannschaft erreichte das Finale und unterlag dann der Mannschaft aus Montenegro. Im Jahr darauf bei den Olympischen Spielen 2008 in Peking belegten die Italiener den neunten Platz unter zwölf teilnehmenden Mannschaften. Gallo war in allen acht Spielen dabei und erzielte insgesamt 15 Tore. 
2009 gewann Gallo mit der italienischen Mannschaft die Bronzemedaille bei den Mittelmeerspielen in Pescara. 2010 bei der Europameisterschaft in Zagreb erreichten die Italiener in ihrer Vorrundengruppe den zweiten Platz hinter den Kroaten. Die beiden Mannschaften trafen im Finale wieder aufeinander und die Kroaten gewannen mit 7:3. 2011 fand die Weltmeisterschaft in Schanghai statt. Die Italiener gewannen ihre Vorrundengruppe. Nach einem Viertelfinalsieg über die Spanier bezwangen sie im Halbfinale die Kroaten. Im Finale siegten die Italiener mit 8:7 über die serbische Mannschaft. Im Jahr darauf belegten die Italiener in ihrer Vorrundengruppe bei den Olympischen Spielen 2012 in London den zweiten Platz hinter den Kroaten. Im Viertelfinale schlugen sie die Ungarn und im Halbfinale die Serben. Im Finale trafen sie wieder auf die Kroaten und unterlagen mit 6:8. Gallo erzielte zehn Tore in acht Spielen, ein Treffer gelang ihm im Finale.
2014 bei der Europameisterschaft in Budapest gewannen die Italiener die Bronzemedaille hinter den Serben und den Ungarn. Gallo erzielte im Halbfinale gegen die Ungarn zwei Treffer, im Spiel um den dritten Platz gelang ihm kein Tor. Gallos letztes großes Turnier waren die Olympischen Spiele 2016 in Rio de Janeiro. In der Vorrunde belegten die Italiener den dritten Platz hinter Spanien und Kroatien. Nach einem Viertelfinalsieg gegen Griechenland unterlagen die Italiener den Serben im Halbfinale mit 8:10, Gallo hatte zwei der acht Tore erzielt. Im Spiel um den dritten Platz besiegten die Italiener die Mannschaft Montenegros mit 12:10. Valentino Gallo steuerte noch einmal drei Treffer bei.